# Bollin Fresse
Bollin Fresse is de naam van de dubbele stoeltjeslift in Tignes, in Savoie, Frankrijk.

## Algemeen
Eigenlijk is de Bollin Fresse niet één maar twee stoeltjesliften: de Bollin en de Fresse. Het eerste deel van het traject, vanaf het dalstation tot aan het tussenstation maken de twee liften gebruik van dezelfde kabel, en daarmee ook de palen en overige installaties.

De stoeltjeslift is een type waarbij de stoeltjes losgekoppeld worden van de hoofdkabel bij aankomst in het dalstation. Vervolgens worden via een aparte aandrijving de stoeltjes met een lagere snelheid door het dalstation geleid om de passagiers de gelegenheid te geven veilig in- of uit te stappen.
Vlak voordat het stoeltje het dalstation verlaat, wordt het weer vastgeklemd aan de hoofdkabel om bij het bergstation weer te worden losgekoppeld en met een lagere snelheid door het bergstation gevoerd teneinde de passagiers in of uit te laten stappen.
Voordeel van dit systeem, in vergelijking met het eenvoudigere systeem waarbij de stoeltjes vast blijven zitten aan de hoofdkabel, is dat de transportsnelheid van de hoofdkabel aanmerkelijk hoger kan zijn. De maximale snelheid van het eenvoudigere systeem wordt beperkt door de maximale snelheid waarmee passagiers in of uit de stoeltjeslift kunnen stappen. Door de snelheid van de hoofdkabel te verhogen wordt de reisduur verkort en de capaciteit (in personen/uur) verhoogd.

## Dubbele lift
Het bijzondere van de Bollin Fresse is dat de passagier bij het dalstation kan kiezen tussen de kortere Bollin lift of de langere Fresse. Het dalstation is grotendeels een dubbele versie van een normale stoeltjeslift en heeft twee instaplocaties schuin achter elkaar, elk voor 6 passagiers per stoeltje. Er komt echter slechts één kabel binnen, draait om de eind-poelie en loopt vervolgens weer bergop.
Alle van de berg komende stoeltjes worden losgekoppeld van de hoofdkabel en verder voortbewogen door een eigen transportsysteem. Eventuele passagiers kunnen vervolgens uitstappen en de stoeltjes worden daarna langs de twee wachtrijen geleid: het eerste stoeltje voor Bollin en het volgende stoeltje voor Fresse.
Via een systeem van klaphekjes worden wachtende passagiers exact op tijd doorgelaten naar de instapplek. Links stappen de passagiers voor de lange Fresse in. Vervolgens voert het {inmiddels volle} stoeltje niet langs de instapplek van Bollin. De Bollinstoeltjes maken een extra omweg.
Als er een Bollinstoeltje langskomt, blijven de klaphekjes van Fresse gesloten en kunnen iets verderop de passagiers voor Bollin instappen. Deze omgeleide stoeltjeslift komt even later weer samen in één stroom richting de uitgang.
Nadat de passagiers zijn ingestapt wordt het stoeltje via een soort lopende band versneld zotdat het dezelfde snelheid heeft als de hoofdkabel op het moment dat de lift weer aan de hoofdkabel wordt vastgeklemd.
Bij het eerste station, oftewel het bergstation van Bollin, worden ALLE stoeltjes van de hoofdkabel losgekoppeld. De stoeltjes die bestemd zijn voor Fresse worden door het eigen transportsysteem van het station rechtsaf geleid terwijl de Bollinstoeltjes linksaf gaan, omgekeerd worden en ten slotte op de hoofdkabel naar beneden geklemd worden.
De hoofdkabel die door het dalstation loopt eindigt in het tussenstation. Net voorbij het punt waar de stoeltjes losgekoppeld worden, hangt de grote horizontale poelie of aandrijfwiel.
Een tweede hoofdkabel, die overigens iets sneller loopt dan de eerste, begint in dit station en loopt tot het bergstation van Fresse. De stoeltjes die bestemd waren voor Fresse worden aan deze nieuwe hoofdkabel geklemd en gaan door naar het bergstation.
Eigenlijk zijn het dus twee aparte stoeltjesliften achter elkaar, maar het instappen gebeurt voor beide systemen bij het eerste dalstation.

## Technische gegevens
Het eerste traject heeft een capaciteit van 3600 personen per uur. De helft daarvan wordt tot Bollin vervoerd en de andere helft tot Fresse.

## Verkeersregeling
Tijdens het eerste seizoen bleek het bedachte regelsysteem niet goed te functioneren. Er waren destijds ook twee aparte wachtrijen opgezet, die vlak voor het instappunt weer bij elkaar kwamen. Het was daardoor heel eenvoudig om vlak voor het instappen van bestemming te wisselen. De veel langere Fresse bleek meer in trek met als gevolg langere wachtrijen. Als iemand in de kortere rij voor Bollin stond, kon deze persoon zijn eigen stoeltje voorbij laten gaan en in het eerstvolgende Fressestoeltje stappen. Daarom werd voor het volgende seizoen een door de fabrikant ontworpen aanpassing doorgevoerd met twee aparte instappunten en op elkaar afgestelde poortjes. Het is nu niet langer mogelijk in te stappen in stoeltjes waarvoor men niet in de rij staat.